# Arnaldo Salvi
Arnaldo Salvi (Bergamo, 21 novembre 1915 – Bergamo, 4 ottobre 2002) è stato un calciatore italiano, di ruolo attaccante.

## Caratteristiche tecniche
Era un attaccante spesso utilizzato come ala sinistra.

## Carriera
Cresce tra le file dell'Ardens Bergamo, società dilettantistica con cui disputa due stagioni.
L'Atalanta lo acquista nell'estate del 1934 e lo fa esordire in Serie B a 19 anni. Resta in maglia nerazzurra per sei stagioni, contribuendo alla prima promozione dell'Atalanta in Serie A e, dopo tre anni, anche alla seconda.
Prima della sospensione dei campionati per le vicende belliche della seconda guerra mondiale passa all'Ambrosiana-Inter prima ed alla Cremonese dopo.
Nell'ultimo anno di guerra, nella primavera 1945 disputa con la maglia del Lecco il Torneo Benefico Lombardo.
Dopo la stagione 1945-1946, in cui veste la maglia del Brescia, torna all'Atalanta, con cui disputa altre due stagioni nel massimo campionato, prima di concludere la propria carriera al Palazzolo in Serie C.

## Palmarès

### Club

#### Competizioni nazionali
- Serie B: 1

Atalanta: 1939-1940